# World Series of Poker 2018
Die World Series of Poker 2018 war die 49. Austragung der Poker-Weltmeisterschaft und fand vom 29. Mai bis 17. Juli 2018 im Rio All-Suite Hotel and Casino in Paradise am Las Vegas Strip statt.

## Turniere

### Struktur
Insgesamt standen 78 Pokerturniere in den Varianten Texas- und Omaha Hold’em, Seven Card Stud, Razz, 2-7 Triple Draw sowie in den gemischten Varianten H.O.R.S.E. und 8-Game auf dem Turnierplan. Vier Events wurden online ausgespielt. Der Buy-in lag zwischen 365 und einer Million US-Dollar. Für einen Turniersieg erhielten die Spieler neben dem Preisgeld ein Bracelet. Mit Justin Bonomo, Shaun Deeb und Joe Cada gewannen drei Spieler zwei Bracelets; Farhintaj Bonyadi, Nikita Luther und Jessica Dawley waren als einzige Frauen siegreich.

### Turnierplan

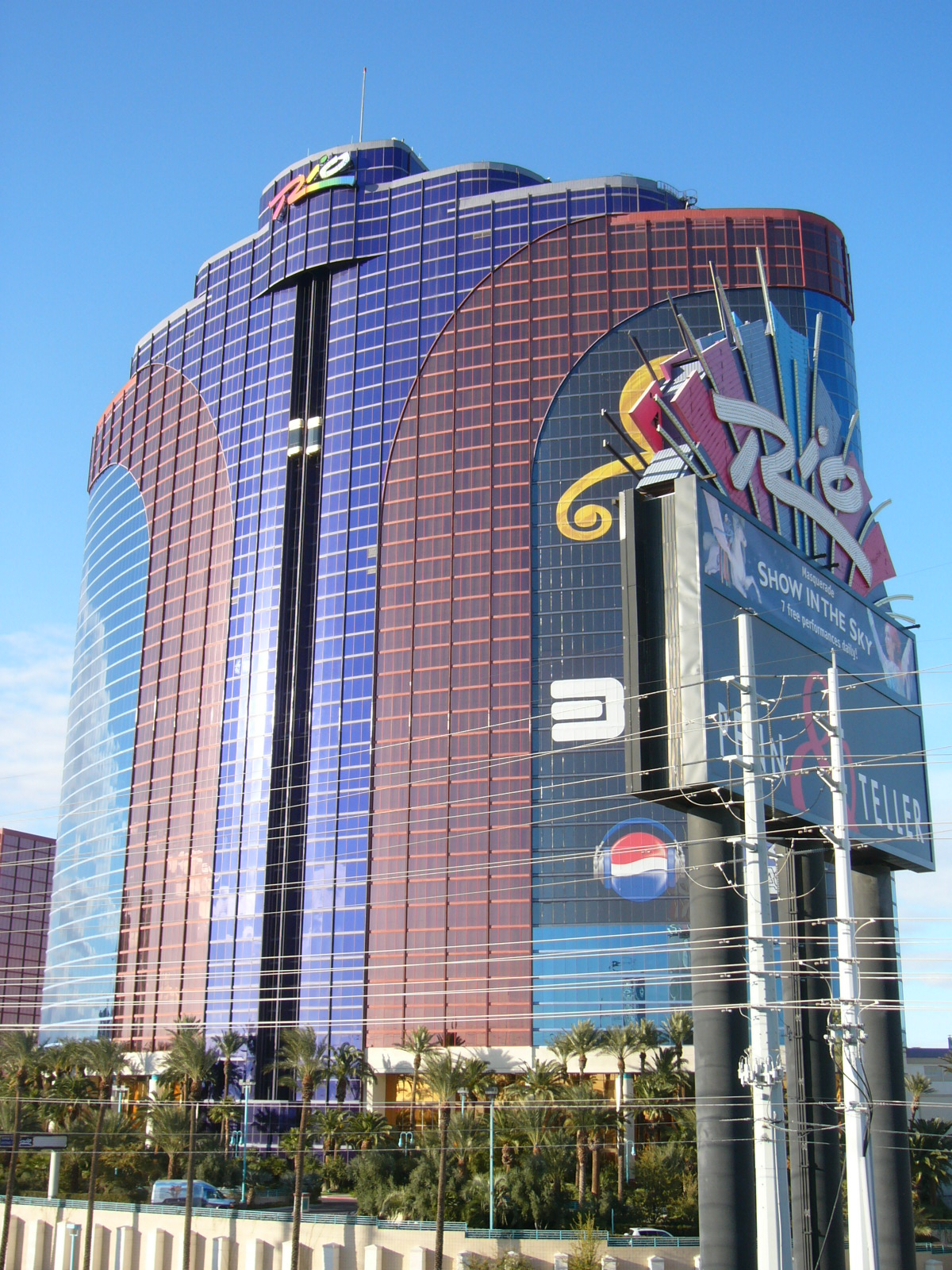
Das Rio All-Suite Hotel and Casino am Las Vegas Strip

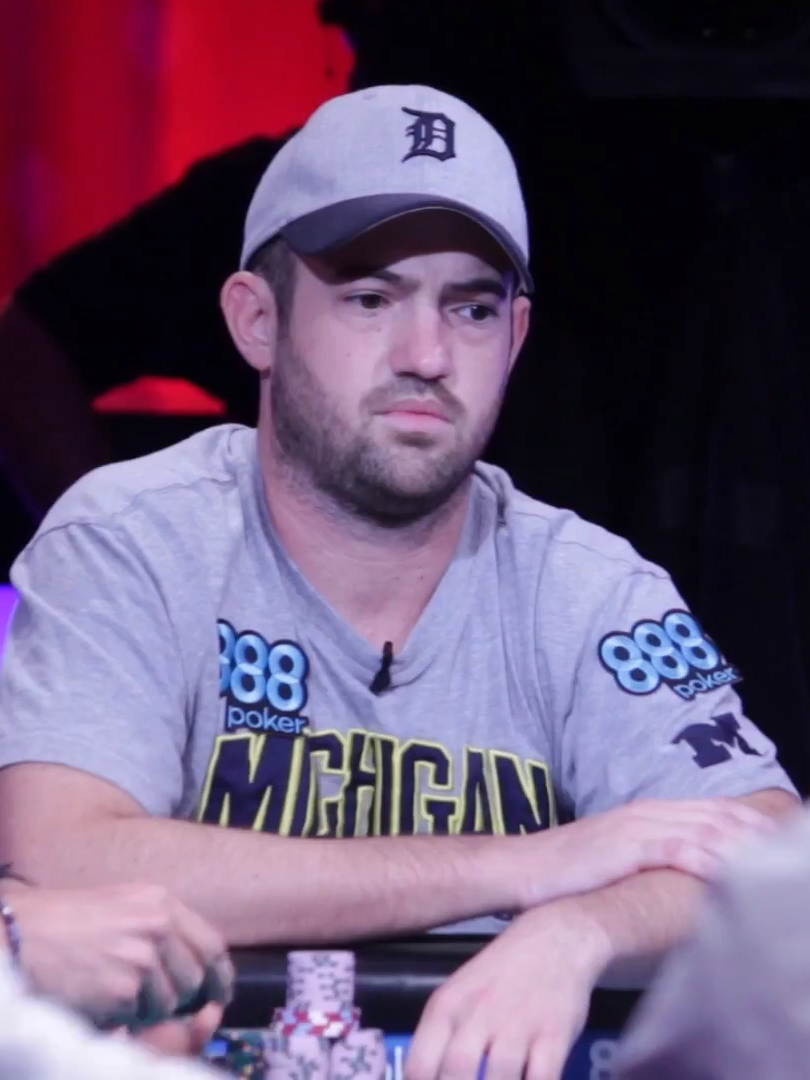
Joe Cada gewann die Turniere #3 und #75

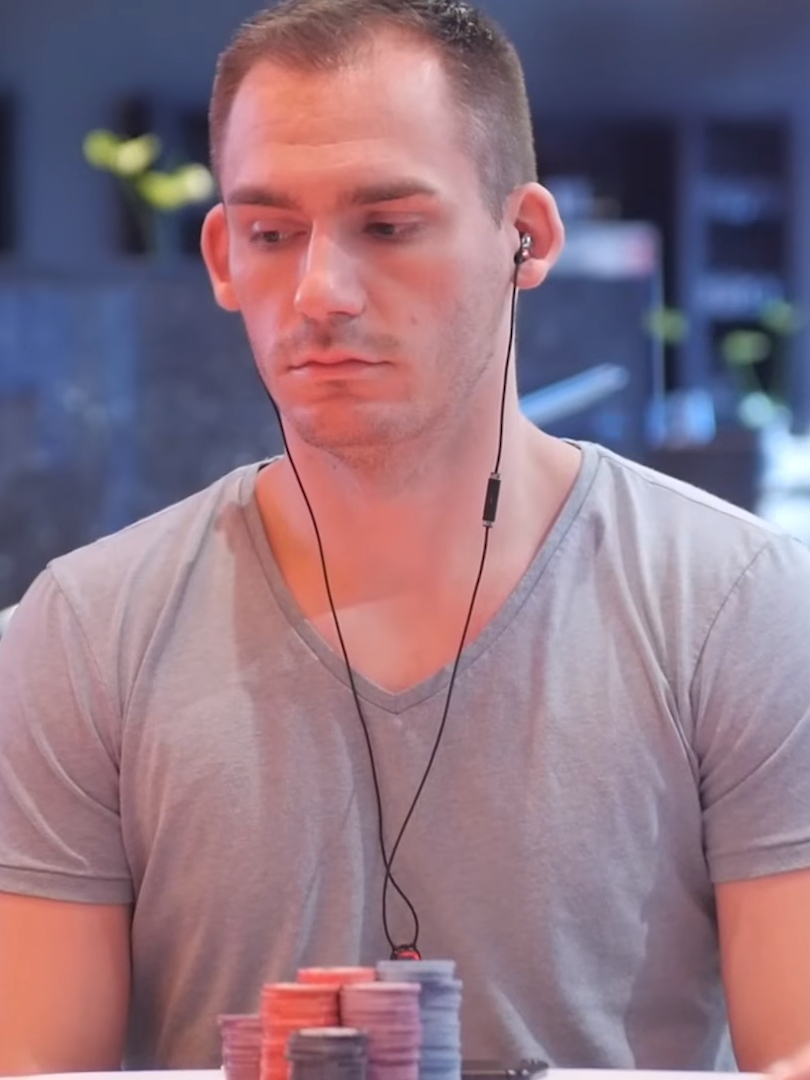
Justin Bonomo gewann die Turniere #16 und #78

Im Falle eines mehrfachen Braceletgewinners gibt die Zahl hinter dem Spielernamen an, das wievielte Bracelet in diesem Turnier gewonnen wurde.
| #  | Buy-in (in $) | Turnier                                                           | Turnierbeginn | Teilnehmer | Sieger               | Sieger               | Herkunft               | Herkunft               | Preisgeld (in $) |
| -- | ------------- | ----------------------------------------------------------------- | ------------- | ---------- | -------------------- | -------------------- | ---------------------- | ---------------------- | ---------------- |
| 1  | 0.000.565     | Casino Employees No-Limit Hold’em                                 | 30. Mai 2018  | 00.566     | Jordan Hufty         | Jordan Hufty         | Vereinigte Staaten     | Vereinigte Staaten     | 00.061.909       |
| 2  | 0.010.000     | No-Limit Hold’em Super Turbo Bounty                               | 30. Mai 2018  | 00.243     | Elio Fox (2)         | Elio Fox (2)         | Vereinigte Staaten     | Vereinigte Staaten     | 00.393.693       |
| 3  | 0.003.000     | No-Limit Hold’em Shootout                                         | 31. Mai 2018  | 00.363     | Joe Cada (3)         | Joe Cada (3)         | Vereinigte Staaten     | Vereinigte Staaten     | 00.226.218       |
| 4  | 0.001.500     | Omaha Hi-Lo 8 or Better                                           | 31. Mai 2018  | 00.911     | Julien Martini       | Julien Martini       | Frankreich             | Frankreich             | 00.239.771       |
| 5  | 0.100.000     | No-Limit Hold’em High Roller                                      | 1. Juni 2018  | 00.105     | Nick Petrangelo (2)  | Nick Petrangelo (2)  | Vereinigte Staaten     | Vereinigte Staaten     | 02.910.227       |
| 6  | 0.000.365     | The Giant No-Limit Hold’em                                        | 1. Juni 2018  | 08.920     | Jeremy Perrin        | Jeremy Perrin        | Vereinigte Staaten     | Vereinigte Staaten     | 00.250.966       |
| 7  | 0.000.565     | The Colossus No-Limit Hold’em                                     | 2. Juni 2018  | 13.070     | Roberly Felicio      | Roberly Felicio      | Brasilien              | Brasilien              | 01.000.000       |
| 8  | 0.002.500     | Mixed Triple Draw Lowball                                         | 2. Juni 2018  | 00.321     | Johannes Becker      | Johannes Becker      | Deutschland            | Deutschland            | 00.180.455       |
| 9  | 0.010.000     | Omaha Hi-Lo 8 or Better Championship                              | 3. Juni 2018  | 00.169     | Paul Volpe (3)       | Paul Volpe (3)       | Vereinigte Staaten     | Vereinigte Staaten     | 00.417.921       |
| 10 | 0.000.365     | WSOP.com Online No-Limit Hold’em                                  | 3. Juni 2018  | 02.972     | William Reymond      | William Reymond      | Frankreich             | Frankreich             | 00.154.996       |
| 11 | 0.000.365     | The Giant Pot-Limit Omaha                                         | 3. Juni 2018  | 03.250     | Timothy Andrew       | Timothy Andrew       | Kanada                 | Kanada                 | 00.116.015       |
| 12 | 0.001.500     | Dealers Choice 6-Handed                                           | 4. Juni 2018  | 00.406     | Jeremy Harkin        | Jeremy Harkin        | Vereinigte Staaten     | Vereinigte Staaten     | 00.129.882       |
| 13 | 0.001.500     | Big Blind Antes No-Limit Hold’em                                  | 5. Juni 2018  | 01.306     | Benjamin Moon        | Benjamin Moon        | Vereinigte Staaten     | Vereinigte Staaten     | 00.315.346       |
| 14 | 0.001.500     | No-Limit 2-7 Lowball Draw                                         | 5. Juni 2018  | 00.260     | Daniel Ospina        | Daniel Ospina        | Kolumbien              | Kolumbien              | 00.087.678       |
| 15 | 0.001.500     | H.O.R.S.E.                                                        | 6. Juni 2018  | 00.731     | Andrei Schigalow     | Andrei Schigalow     | Russland               | Russland               | 00.202.787       |
| 16 | 0.010.000     | Heads-Up No-Limit Hold’em Championship                            | 6. Juni 2018  | 00.114     | Justin Bonomo (2)    | Justin Bonomo (2)    | Vereinigte Staaten     | Vereinigte Staaten     | 00.192.472       |
| 17 | 0.001.500     | No-Limit Hold’em 6-Handed                                         | 7. Juni 2018  | 01.663     | Ognjan Dimow         | Ognjan Dimow         | Bulgarien              | Bulgarien              | 00.378.743       |
| 18 | 0.010.000     | Dealers Choice 6-Handed Championship                              | 7. Juni 2018  | 00.111     | Adam Friedman (2)    | Adam Friedman (2)    | Vereinigte Staaten     | Vereinigte Staaten     | 00.293.275       |
| 19 | 0.000.565     | Pot-Limit Omaha                                                   | 8. Juni 2018  | 02.419     | Craig Varnell        | Craig Varnell        | Vereinigte Staaten     | Vereinigte Staaten     | 00.181.790       |
| 20 | 0.005.000     | Big Blind Antes No-Limit Hold’em                                  | 8. Juni 2018  | 00.518     | Jeremy Wien          | Jeremy Wien          | Vereinigte Staaten     | Vereinigte Staaten     | 00.537.710       |
| 21 | 0.001.500     | No-Limit Hold’em Millionaire Maker                                | 9. Juni 2018  | 07.361     | Arne Kern            | Arne Kern            | Deutschland            | Deutschland            | 01.173.223       |
| 22 | 0.001.500     | Eight Game Mix                                                    | 9. Juni 2018  | 00.481     | Philip Long          | Philip Long          | Vereinigtes Konigreich | Vereinigtes Konigreich | 00.147.348       |
| 23 | 0.010.000     | No-Limit 2-7 Lowball Draw Championship                            | 10. Juni 2018 | 00.095     | Brian Rast (4)       | Brian Rast (4)       | Vereinigte Staaten     | Vereinigte Staaten     | 00.259.670       |
| 24 | 0.002.620     | The Marathon No-Limit Hold’em                                     | 11. Juni 2018 | 01.637     | Michael Addamo       | Michael Addamo       | Australien             | Australien             | 00.653.581       |
| 25 | 0.001.500     | Seven Card Stud Hi-Lo 8 or Better                                 | 11. Juni 2018 | 00.596     | Benjamin Dobson      | Benjamin Dobson      | Vereinigtes Konigreich | Vereinigtes Konigreich | 00.173.528       |
| 26 | 0.001.000     | Pot-Limit Omaha                                                   | 12. Juni 2018 | 00.986     | Filippos Stavrakis   | Filippos Stavrakis   | Vereinigte Staaten     | Vereinigte Staaten     | 00.169.842       |
| 27 | 0.010.000     | H.O.R.S.E.                                                        | 12. Juni 2018 | 00.166     | John Hennigan (5)    | John Hennigan (5)    | Vereinigte Staaten     | Vereinigte Staaten     | 00.414.692       |
| 28 | 0.003.000     | No-Limit Hold’em 6-Handed                                         | 13. Juni 2018 | 00.868     | Gal Yifrach          | Gal Yifrach          | Vereinigte Staaten     | Vereinigte Staaten     | 00.461.798       |
| 29 | 0.001.500     | Limit 2-7 Lowball Triple Draw                                     | 13. Juni 2018 | 00.356     | Hanh Tran            | Hanh Tran            | Osterreich             | Osterreich             | 00.117.282       |
| 30 | 0.001.500     | Pot-Limit Omaha                                                   | 14. Juni 2018 | 00.799     | Ryan Bambrick        | Ryan Bambrick        | Vereinigte Staaten     | Vereinigte Staaten     | 00.217.123       |
| 31 | 0.001.500     | Seven Card Stud                                                   | 14. Juni 2018 | 00.310     | Steve Albini         | Steve Albini         | Vereinigte Staaten     | Vereinigte Staaten     | 00.105.629       |
| 32 | 0.001.000     | Seniors No-Limit Hold’em                                          | 15. Juni 2018 | 05.919     | Matthew Davis        | Matthew Davis        | Vereinigte Staaten     | Vereinigte Staaten     | 00.662.983       |
| 33 | 0.050.000     | The Poker Player’s Championship                                   | 15. Juni 2018 | 00.087     | Michael Mizrachi (4) | Michael Mizrachi (4) | Vereinigte Staaten     | Vereinigte Staaten     | 01.239.126       |
| 34 | 0.001.000     | Double Stack No-Limit Hold’em                                     | 16. Juni 2018 | 05.700     | Robert Peacock       | Robert Peacock       | Vereinigte Staaten     | Vereinigte Staaten     | 00.426.028       |
| 35 | 0.001.500     | Mixed Omaha                                                       | 16. Juni 2018 | 00.773     | Yueqi Zhu            | Yueqi Zhu            | China Volksrepublik    | China Volksrepublik    | 00.211.781       |
| 36 | 0.001.000     | Super Seniors No-Limit Hold’em                                    | 17. Juni 2018 | 02.191     | Farhintaj Bonyadi    | Farhintaj Bonyadi    | Vereinigte Staaten     | Vereinigte Staaten     | 00.311.451       |
| 37 | 0.001.500     | No-Limit Hold’em                                                  | 18. Juni 2018 | 01.330     | Eric Baldwin (2)     | Eric Baldwin (2)     | Vereinigte Staaten     | Vereinigte Staaten     | 00.319.580       |
| 38 | 0.010.000     | Seven Card Stud Championship                                      | 18. Juni 2018 | 00.083     | Yaniv Birman         | Yaniv Birman         | Vereinigte Staaten     | Vereinigte Staaten     | 00.236.238       |
| 39 | 0.001.500     | No-Limit Hold’em Shootout                                         | 19. Juni 2018 | 00.908     | Preston Lee          | Preston Lee          | Vereinigte Staaten     | Vereinigte Staaten     | 00.236.498       |
| 40 | 0.002.500     | Mixed Big Bet                                                     | 19. Juni 2018 | 00.205     | Scott Bohlman        | Scott Bohlman        | Vereinigte Staaten     | Vereinigte Staaten     | 00.122.138       |
| 41 | 0.001.500     | Limit Hold’em                                                     | 20. Juni 2018 | 00.596     | Robert Nehorayan     | Robert Nehorayan     | Vereinigte Staaten     | Vereinigte Staaten     | 00.173.568       |
| 42 | 0.025.000     | Pot-Limit Omaha 8-Handed High Roller                              | 20. Juni 2018 | 00.230     | Shaun Deeb (3)       | Shaun Deeb (3)       | Vereinigte Staaten     | Vereinigte Staaten     | 01.402.683       |
| 43 | 0.002.500     | No-Limit Hold’em                                                  | 21. Juni 2018 | 01.248     | Timur Margolin       | Timur Margolin       | Israel                 | Israel                 | 00.507.274       |
| 44 | 0.010.000     | Limit 2-7 Lowball Triple Draw Championship                        | 21. Juni 2018 | 00.109     | Nicholas Seiken      | Nicholas Seiken      | Vereinigte Staaten     | Vereinigte Staaten     | 00.287.987       |
| 45 | 0.001.000     | Big Blind Antes No-Limit Hold’em (30 minute levels)               | 22. Juni 2018 | 01.712     | Mario Prats García   | Mario Prats García   | Spanien                | Spanien                | 00.258.255       |
| 46 | 0.002.500     | Mixed Omaha Hi-Lo 8 or Better / Seven Card Stud Hi-Lo 8 or Better | 22. Juni 2018 | 00.402     | David Brookshire     | David Brookshire     | Vereinigte Staaten     | Vereinigte Staaten     | 00.214.291       |
| 47 | 0.000.565     | WSOP.com Online Pot-Limit Omaha 6-Handed                          | 22. Juni 2018 | 01.223     | Matthew Mendez       | Matthew Mendez       | Vereinigte Staaten     | Vereinigte Staaten     | 00.135.078       |
| 48 | 0.001.500     | No-Limit Hold’em Monster Stack                                    | 23. Juni 2018 | 06.260     | Tommy Nguyen         | Tommy Nguyen         | Kanada                 | Kanada                 | 01.037.451       |
| 49 | 0.010.000     | Pot-Limit Omaha 8-Handed Championship                             | 23. Juni 2018 | 00.476     | Loren Klein (3)      | Loren Klein (3)      | Vereinigte Staaten     | Vereinigte Staaten     | 01.018.336       |
| 50 | 0.001.500     | Razz                                                              | 24. Juni 2018 | 00.389     | Jay Kwon             | Jay Kwon             | Vereinigte Staaten     | Vereinigte Staaten     | 00.125.431       |
| 51 | 0.001.500     | No-Limit Hold’em Bounty                                           | 25. Juni 2018 | 01.982     | Ryan Leng            | Ryan Leng            | Vereinigte Staaten     | Vereinigte Staaten     | 00.272.504       |
| 52 | 0.010.000     | Limit Hold’em Championship                                        | 25. Juni 2018 | 00.114     | Scott Seiver (2)     | Scott Seiver (2)     | Vereinigte Staaten     | Vereinigte Staaten     | 00.296.222       |
| 53 | 0.001.500     | Pot-Limit Omaha Hi-Lo 8 or Better                                 | 26. Juni 2018 | 00.935     | Joseph Couden        | Joseph Couden        | Vereinigte Staaten     | Vereinigte Staaten     | 00.244.370       |
| 54 | 0.003.000     | Big Blind Antes No-Limit Hold’em                                  | 26. Juni 2018 | 01.020     | Diogo Veiga          | Diogo Veiga          | Portugal               | Portugal               | 00.522.715       |
| 55 | 0.001.000     | Tag Team No-Limit Hold’em                                         | 27. Juni 2018 | 01.032     | Nikita Luther        | Giuseppe Pantaleo    | Indien                 | Deutschland            | 00.175.805       |
| 56 | 0.010.000     | Razz Championship                                                 | 27. Juni 2018 | 00.119     | Calvin Anderson (2)  | Calvin Anderson (2)  | Vereinigte Staaten     | Vereinigte Staaten     | 00.309.220       |
| 57 | 0.001.000     | Ladies No-Limit Hold’em Championship                              | 28. Juni 2018 | 00.696     | Jessica Dawley       | Jessica Dawley       | Vereinigte Staaten     | Vereinigte Staaten     | 00.130.230       |
| 58 | 0.005.000     | No-Limit Hold’em 6-Handed                                         | 28. Juni 2018 | 00.621     | Jean-Robert Bellande | Jean-Robert Bellande | Vereinigte Staaten     | Vereinigte Staaten     | 00.616.302       |
| 59 | 0.001.000     | No-Limit Hold’em Super Turbo Bounty                               | 29. Juni 2018 | 02.065     | Mike Takayama        | Mike Takayama        | Philippinen            | Philippinen            | 00.198.568       |
| 60 | 0.010.000     | Pot-Limit Omaha Hi-Lo 8 or Better Championship                    | 29. Juni 2018 | 00.237     | Phil Galfond (3)     | Phil Galfond (3)     | Vereinigte Staaten     | Vereinigte Staaten     | 00.567.790       |
| 61 | 0.001.000     | WSOP.com Online No-Limit Hold’em Championship                     | 29. Juni 2018 | 01.635     | Ryan Tosoc           | Ryan Tosoc           | Vereinigte Staaten     | Vereinigte Staaten     | 00.238.778       |
| 62 | 0.000.888     | Crazy Eights No-Limit Hold’em 8-Handed                            | 30. Juni 2018 | 08.598     | Galen Hall           | Galen Hall           | Vereinigte Staaten     | Vereinigte Staaten     | 00.888.888       |
| 63 | 0.003.200     | WSOP.com Online No-Limit Hold’em High Roller                      | 30. Juni 2018 | 00.480     | Chance Kornuth (2)   | Chance Kornuth (2)   | Vereinigte Staaten     | Vereinigte Staaten     | 00.341.598       |
| 64 | 0.010.000     | Seven Card Stud Hi-Lo 8 or Better Championship                    | 1. Juli 2018  | 00.141     | Dan Matsuzuki        | Dan Matsuzuki        | Vereinigte Staaten     | Vereinigte Staaten     | 00.364.387       |
| 65 | 0.010.000     | No-Limit Hold’em Main Event – World Championship                  | 2. Juli 2018  | 07.874     | John Cynn            | John Cynn            | Vereinigte Staaten     | Vereinigte Staaten     | 08.800.000       |
| 66 | 0.001.500     | No-Limit Hold’em                                                  | 5. Juli 2018  | 01.351     | Longsheng Tan        | Longsheng Tan        | Vereinigte Staaten     | Vereinigte Staaten     | 00.323.472       |
| 67 | 0.001.500     | Pot-Limit Omaha Bounty                                            | 6. Juli 2018  | 00.833     | Anderson Ireland     | Anderson Ireland     | Vereinigte Staaten     | Vereinigte Staaten     | 00.141.161       |
| 68 | 0.001.111     | The Little One for One Drop No-Limit Hold’em                      | 7. Juli 2018  | 04.732     | Guoliang Wei         | Guoliang Wei         | China Volksrepublik    | China Volksrepublik    | 00.559.332       |
| 69 | 0.003.000     | Pot-Limit Omaha 6-Handed                                          | 8. Juli 2018  | 00.901     | Ronald Keijzer       | Ronald Keijzer       | Niederlande            | Niederlande            | 00.475.033       |
| 70 | 0.003.000     | Limit Hold’em 6-Handed                                            | 9. Juli 2018  | 00.221     | Yaser Al-Keliddar    | Yaser Al-Keliddar    | Vereinigte Staaten     | Vereinigte Staaten     | 00.154.338       |
| 71 | 0.005.000     | No-Limit Hold’em (30 minute levels)                               | 10. Juli 2018 | 00.452     | Phil Hellmuth (15)   | Phil Hellmuth (15)   | Vereinigte Staaten     | Vereinigte Staaten     | 00.485.082       |
| 72 | 0.001.500     | Mixed No-Limit Hold’em/Pot-Limit Omaha 8-Handed                   | 10. Juli 2018 | 00.707     | Jordan Polk          | Jordan Polk          | Vereinigte Staaten     | Vereinigte Staaten     | 00.197.461       |
| 73 | 0.001.000     | Double Stack No-Limit Hold’em (30 minute levels)                  | 11. Juli 2018 | 01.221     | Denis Timofejew      | Denis Timofejew      | Russland               | Russland               | 00.199.586       |
| 74 | 0.010.000     | Big Blind Antes No-Limit Hold’em 6-Handed Championship            | 11. Juli 2018 | 00.355     | Shaun Deeb (4)       | Shaun Deeb (4)       | Vereinigte Staaten     | Vereinigte Staaten     | 00.814.179       |
| 75 | 0.001.500     | The Closer No-Limit Hold’em (30 minute levels)                    | 12. Juli 2018 | 03.120     | Joe Cada (4)         | Joe Cada (4)         | Vereinigte Staaten     | Vereinigte Staaten     | 00.612.886       |
| 76 | 0.003.000     | H.O.R.S.E.                                                        | 12. Juli 2018 | 00.354     | Brian Hastings (4)   | Brian Hastings (4)   | Vereinigte Staaten     | Vereinigte Staaten     | 00.233.202       |
| 77 | 0.050.000     | No-Limit Hold’em High Roller (Big Blind Antes)                    | 13. Juli 2018 | 00.128     | Ben Yu (3)           | Ben Yu (3)           | Vereinigte Staaten     | Vereinigte Staaten     | 01.650.773       |
| 78 | 1.000.000     | The Big One for One Drop No-Limit Hold’em                         | 15. Juli 2018 | 00.027     | Justin Bonomo (3)    | Justin Bonomo (3)    | Vereinigte Staaten     | Vereinigte Staaten     | 10.000.000       |

### Main Event

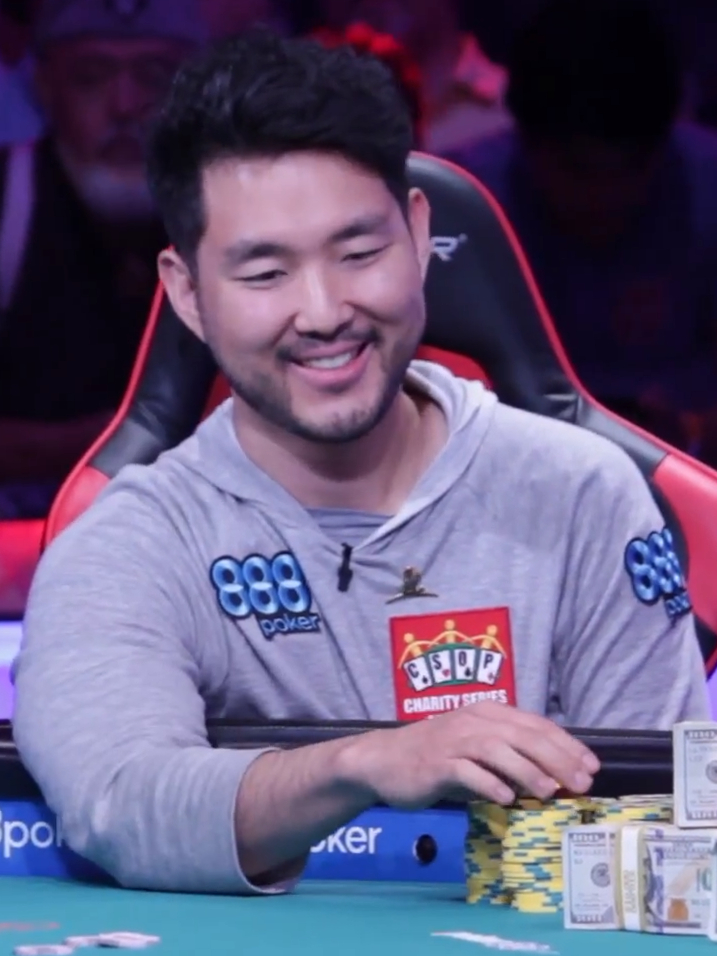
John Cynn (2018)

Der Finaltisch wurde vom 12. bis 14. Juli 2018 gespielt. In der finalen Hand gewann Cynn mit K♣ J♣ gegen Miles mit Q♣ 8♥.
| Platz | Herkunft           | Spieler        | Alter * | Preisgeld (in $) |
| ----- | ------------------ | -------------- | ------- | ---------------- |
| 1     | Vereinigte Staaten | John Cynn      | 33      | 8.800.000        |
| 2     | Vereinigte Staaten | Tony Miles     | 32      | 5.000.000        |
| 3     | Vereinigte Staaten | Michael Dyer   | 32      | 3.750.000        |
| 4     | Vereinigte Staaten | Nicolas Manion | 35      | 2.825.000        |
| 5     | Vereinigte Staaten | Joe Cada       | 30      | 2.150.000        |
| 6     | Vereinigte Staaten | Aram Zobian    | 23      | 1.800.000        |
| 7     | Australien         | Alex Lynskey   | 28      | 1.500.000        |
| 8     | Ukraine            | Artem Metalidi | 29      | 1.250.000        |
| 9     | Frankreich         | Antoine Labat  | 29      | 1.000.000        |

## Expansion
Vom 9. Oktober bis 2. November 2018 wurden im King’s Resort im tschechischen Rozvadov bei der World Series of Poker Europe 2018 zehn Bracelets ausgespielt.

## Player of the Year

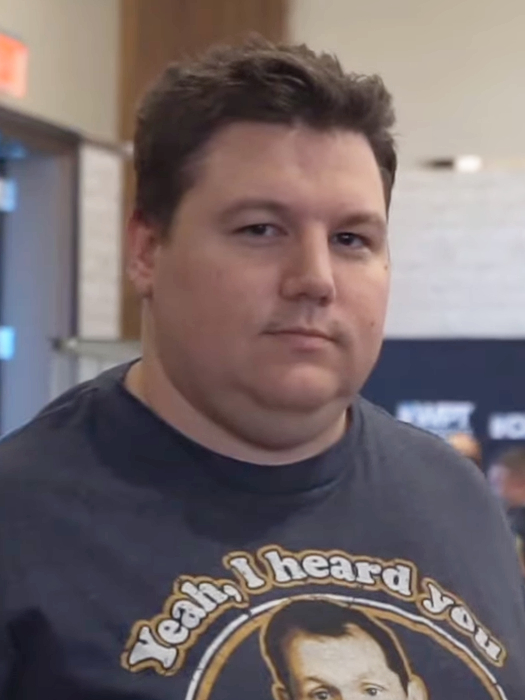
Shaun Deeb (2019)

Die Auszeichnung als Player of the Year erhielt der Spieler, der über alle Turniere hinweg die meisten Punkte sammelte. Von der Wertung ausgenommen waren die Casino Employees Championship, die Ladies Championship, die Senior Championships, das Tag-Team-Event sowie das Big One for One Drop, da diese Turniere nicht für alle Spieler zugänglich waren. Das Ranking beinhaltete auch die Turniere der World Series of Poker Europe. Sieger Shaun Deeb gewann zwei Bracelets, erreichte insgesamt vier Finaltische und 20-mal die Geldränge, womit er sich Preisgelder von mehr als 2,5 Millionen US-Dollar sicherte.
| Platz | Herkunft           | Spieler        | Punkte  |
| ----- | ------------------ | -------------- | ------- |
| 1     | Vereinigte Staaten | Shaun Deeb     | 5050,01 |
| 2     | Vereinigte Staaten | Ben Yu         | 3746,04 |
| 3     | Vereinigte Staaten | Joe Cada       | 3531,86 |
| 4     | Vereinigte Staaten | John Hennigan  | 3440,13 |
| 5     | Vereinigte Staaten | Scott Bohlman  | 3155,88 |
| 6     | Australien         | Michael Addamo | 3046,88 |
| 7     | Vereinigte Staaten | Paul Volpe     | 2863,10 |
| 8     | Vereinigte Staaten | Anthony Zinno  | 2593,34 |
| 9     | Vereinigte Staaten | Eric Baldwin   | 2516,30 |
| 10    | Frankreich         | Romain Lewis   | 2460,14 |